# (400387) 2007 YH56
(400387) 2007 YH56 es un asteroide perteneciente al cinturón de asteroides descubierto el 30 de diciembre de 2007 por David Healy desde el Observatorio de Junk Bond, Arizona, Estados Unidos.

## Designación y nombre
Designado provisionalmente como 2007 YH56.

## Características orbitales
2007 YH56 está situado a una distancia media del Sol de 2,726 ua, pudiendo alejarse hasta 2,982 ua y acercarse hasta 2,469 ua. Su excentricidad es 0,094 y la inclinación orbital 12,15 grados. Emplea 1644,05 días en completar una órbita alrededor del Sol.

## Características físicas
La magnitud absoluta de 2007 YH56 es 16,3. 